# Seiken Tsukai no World Break
Seiken Tsukai no World Break (聖剣使いの禁呪詠唱 Seiken Tsukai no Wārudo Bureiku?) es una novela ligera japonesa escrita por Akamitsu Awamura e ilustrado por Refeia. SB Creative ha publicado ocho volúmenes desde noviembre de 2012 bajo la imprenta de GA Bunko. Una adaptación a anime de Diomedéa salió al aire en enero de 2015. Una adaptación del manga será serializada en Kadokawa Shōten y publicada en la revista Comp Ace.

## Sinopsis
La historia se centra en un mundo donde ciertos adolescentes heredan los recuerdos de sus vidas pasadas. La historia se centra en Moroha Haimura, que no solamente recuerda su vida pasada como caballero, sino que presenta los recuerdos de dos vidas pasadas.
Cuando conoce a Satsuki "Sarasha", los recuerdos de su vida pasada como caballero son más claras. Sin embargo, las cosas se vuelven confusas cuando recuerda su segunda vida pasada, de la cual su compañera Shizuno formaba parte.

## Personajes
Moroha Haimura (灰村 諸葉 Haimura Moroha?)
Seiyū: Kaito Ishikawa
Protagonista de la serie que ha heredado los recuerdos de sus 2 vidas pasadas. En una de sus vidas pasadas era el guardián de la espada sagrada y que él era el caballero más poderoso que es el "Ancient Dragon"  un dragón o espíritu más antiguo de la guerra muerta. Y en su otra vida pasada era un brujo que hizo el balance del mundo tomo miles de vidas pero salvo a muchas con un hechizo llamado "Cocytus".
Satsuki Ranjō (嵐城 サツキ Ranjō Satsuki?)
Seiyū: Ayana Taketatsu
Es unas de las protagonistas que en su vida pasada "Sarasha" era hermana de "Flaga" que es Moroha Haimura y hará todo lo posible para que Moroha recuerdo todo sobre su vida pasada.
Shizuno Urushibara (漆原 静乃 Urushibara Shizuno?)
Seiyū: Aoi Yūki
Ella es una de las protagonistas que tienen un pasado con Moroha en su pasado ella era una esclava y escapo junto con Saura Shu que es una vida pasada de Moroha. Shizuno en su vida pasada era la esposa de Saura Shu conocida como "El brujo del inframundo"
Maya Shimon (四門 摩耶 Shimon Maya?)
Seiyū: Yui Ogura (drama CD)
Familiar de la directora quien tiene la habilidad que con un beso que mandar mana para reabastecer lo que perdió.
Haruka Momochi (百地 春鹿 Momochi Haruka?)
Seiyū: Maaya Uchida (drama CD)

## Medios de comunicación

### Novelas Ligeras
El primer volumen de novelas ligeras se publicó el 15 de noviembre de 2012 por SB Creative bajo la imprenta de GA Bunko. En julio de 2018, veintidós volúmenes han sido publicados.
| N.º | Publicación Original    | ISBN                   |
| --- | ----------------------- | ---------------------- |
| 1   | 15 de noviembre de 2012 | ISBN 978-4-7973-7195-6 |
| 2   | 16 de febrero de 2013   | ISBN 978-4-7973-7305-9 |
| 3   | 15 de abril de 2013     | ISBN 978-4-7973-7363-9 |
| 4   | 12 de agosto de 2013    | ISBN 978-4-7973-7472-8 |
| 5   | 15 de noviembre de 2013 | ISBN 978-4-7973-7523-7 |
| 6   | 15 de febrero de 2014   | ISBN 978-4-7973-7556-5 |
| 7   | 15 de mayo de 2014      | ISBN 978-4-7973-7741-5 |
| 8   | 8 de agosto de 2014     | ISBN 978-4-7973-8016-3 |
| 9   | 15 de noviembre de 2014 | ISBN 978-4-7973-8167-2 |
| 10  | 15 de enero de 2015     | ISBN 978-4-7973-8248-8 |
| 11  | 13 de febrero de 2015   | ISBN 978-4-7973-8234-1 |
| 12  | 12 de junio de 2015     | ISBN 978-4-7973-8332-4 |
| 13  | 12 de agosto de 2015    | ISBN 978-4-7973-8481-9 |
| 14  | 15 de octubre de 2015   | ISBN 978-4-7973-8523-6 |
| 15  | 13 de febrero de 2016   | ISBN 978-4-7973-8619-6 |
| 16  | 14 de junio de 2016     | ISBN 978-4-7973-8737-7 |
| 17  | 9 de agosto de 2016     | ISBN 978-4-7973-8886-2 |
| 18  | 10 de octubre de 2016   | ISBN 978-4-7973-8944-9 |
| 19  | 14 de febrero de 2017   | ISBN 978-4-7973-8970-8 |
| 20  | 14 de junio de 2017     | ISBN 978-4-7973-9181-7 |
| 21  | 12 de octubre de 2017   | ISBN 978-4-7973-9383-5 |
| 22  | 14 de junio de 2018     | ISBN 978-4-7973-9705-5 |

### Anime
Una adaptación de la serie de 12 episodios de se emitió entre el 11 de enero y el 29 de marzo de 2015. El tema de apertura es "Hi no Ito Rinne no Gemini", interpretado por Petit Milady  (Aoi Yūki y Ayana Taketatsu), y el tema final es "Magna Idea", interpretada por Fortuna (Aoi Yūki, Ayana Taketatsu, Maaya Uchida y Yui Ogura).
- Datos: Q11610940